# Платформа (роман)
Платформа (фр. Plateforme) — роман французского писателя Мишеля Уэльбека.
Роман на Парижском кинофестивале 2002 года получил приз «Кинороман» (Cine Roman), как лучшее литературное произведение, которое следует экранизировать.

## Рецензии
- Кирилл Куталов. Смерть им к лицу // НГ ExLibris. 2003-01-23
- Евгений Иz. УМ // Топос. 24/03/03